# Vuelta a León
La  Vuelta a León (oficialmente: Vuelta Ciclista a León) es una carrera ciclista española que se disputa anualmente en la provincia de León, en el mes de agosto. 
En sus inicios fue una carrera amateur. Desde la creación de los Circuitos Continentales UCI en 2005 forma parte del UCI Europe Tour, dentro de la categoría 2.2 (última categoría del profesionalismo), hasta que desde 2014 volvió a ser amateur.
Está organizada por la Diputación de León.

## Palmarés
En amarillo: edición amateur.
| Año  | Ganador               | Segundo                  | Tercero                   |
| ---- | --------------------- | ------------------------ | ------------------------- |
| 2001 | Egoi Martínez         | Lander Euba              | Pavel Kavetski            |
| 2002 | Francisco Palacios    | Héctor Guerra            | Aitor Pérez Arrieta       |
| 2003 | Javier Ramírez Abeja  | Jaume Rovira Pous        | Joaquín Ribeiro           |
| 2004 | Víctor García         | Ángel Vallejo            | Víctor Gómez              |
| 2005 | Enrique Salgueiro     | Diego Gallego            | Juan José Abril           |
| 2006 | José Antonio Carrasco | Alberto Martos           | José Canovas              |
| 2007 | Miyataka Shimizu      | Yukiya Arashiro          | Víctor Manuel Gómez       |
| 2008 | Wout Poels            | Fabio Terrenzio          | David Belda               |
| 2009 | David Belda           | Freddy Montaña           | Luca Zanasca              |
| 2010 | Ángel Vallejo         | Enrique Salgueiro        | Junya Sano                |
| 2011 | Marc Goos             | Jonathan Tiernan-Locke   | Josué Moyano              |
| 2012 | José Belda            | Ángel Vallejo            | Sergei Belykh             |
| 2013 | Jordi Simón           | Merhawi Kudus            | Ever Rivera               |
| 2014 | Aritz Bagües          | Santiago Ramírez         | Adrià Moreno              |
| 2015 | Cristián Rodríguez    | Jorge Arcas              | Sergio Rodríguez          |
| 2016 | Wolfgang Burmann      | Antonio Soto             | Óscar González del Campo  |
| 2017 | Willie Smit           | Juan Antonio López-Cózar | Roberto Méndez            |
| 2018 | Óscar González Brea   | Anatoliy Budyak          | Nicolás Sainz Ballesteros |
| 2019 | Alessandro Fancellu   | Sergio Araiz             | Ådne Holter               |

## Palmarés por países
| País         | Victorias |
| ------------ | --------- |
| España       | 13        |
| Países Bajos | 2         |
| Japón        | 1         |
| Chile        | 1         |
| Sudáfrica    | 1         |
| Italia       | 1         |